# Constantino XI Paleólogo
Constantino XI Paleólogo (Constantinopla, 8 de fevereiro de 1404 – Constantinopla, 29 de maio de 1453), também conhecido como Constantino Dragases, membro da dinastia paleóloga, foi o último imperador romano, desde 1449 até sua morte em 1453.
O reinado de Constantino XI representa a agonia do Império Romano do Oriente. Esta agonia se traduziu nos reveses sofridos, tanto internamente quanto externamente. Internamente, equívocos nas relações eclesiásticas. Externamente, o ataque cada vez mais evidente dos turcos otomanos. Sua morte marcou o fim definitivo do Império Romano, que continuou no leste 977 anos após a queda do Império Romano do Ocidente.

## Vida
Nascido em Constantinopla, Constantino era o oitavo dos dez filhos de Manuel II Paleólogo e Helena Dragasa. Cresceu na cidade imperial sob a supervisão de seus pais e, mais tarde, assumiu oficialmente o nome de sua mãe (Dragases).
Constantino casou-se por duas vezes. A primeira vez, em 1 de julho de 1428, com Madalena (Teodora) Tocco (morta em 1429); a segunda vez, com Catarina Gattilusio (morta em 1442). Segundo algumas fontes, não houve filhos nestes casamentos; segundo outras, teria nascido uma criança chamada Madalena.
Quando seu irmão, João VIII Paleólogo morreu, o trono foi disputado por Constantino e seu outro irmão Demetrius. Eles apelaram ao sultão Murade II para que este arbitrasse o conflito. Murade II escolheu Constantino, que foi coroado em Mistra, em 6 de janeiro de 1449. Ironicamente, seria o filho de Murade II quem, mais tarde, traria o fim do Império Bizantino.

## União de Florença

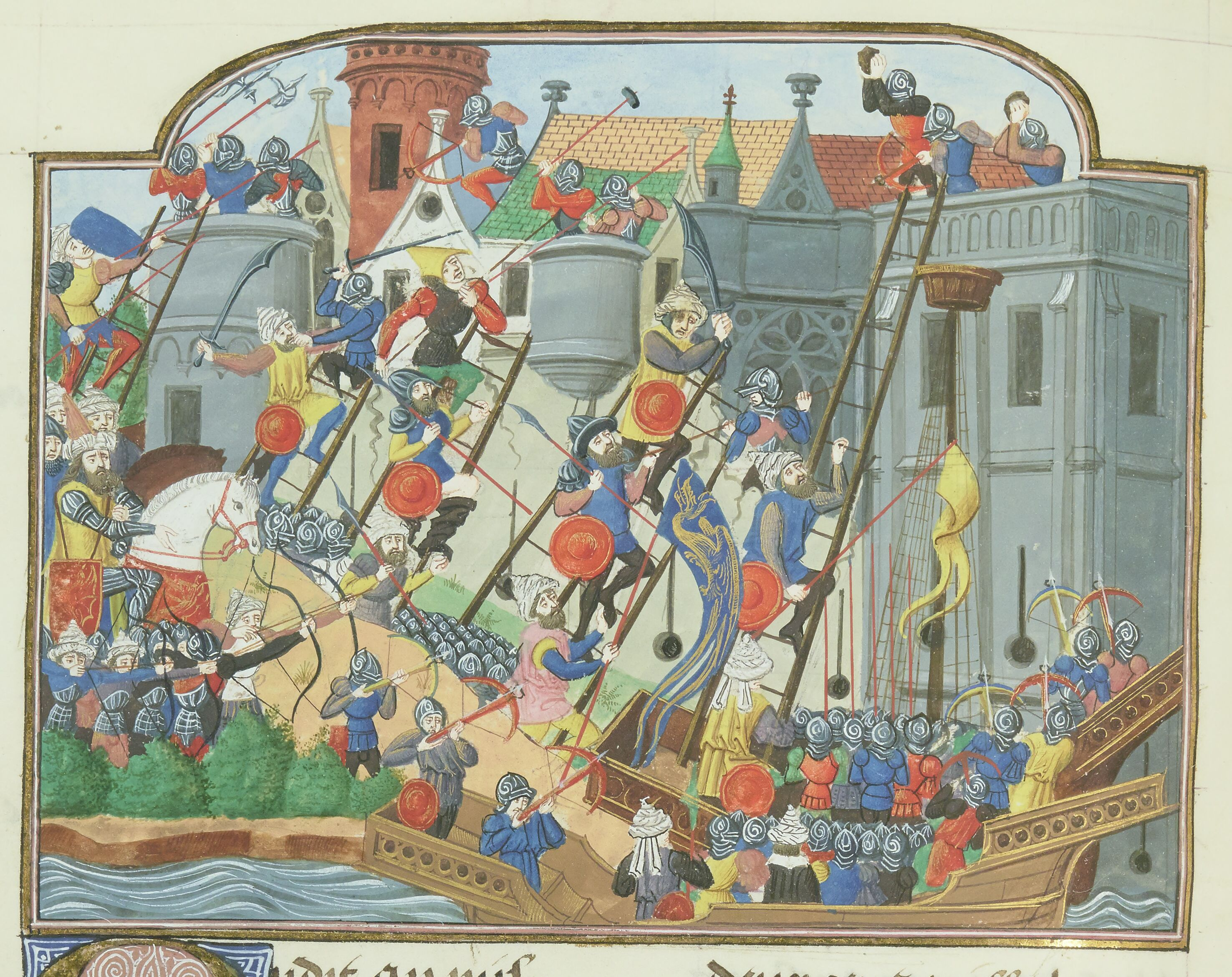
Cerco de Constantinopla

Em 12 de dezembro de 1452, a União de Florença foi proclamada solenemente na Igreja de Santa Sofia, perante Constantino XI, o representante do papa Nicolau V e o patriarca Gregório III Mammas. Tal união havia sido discutida e decretada no Concílio de Florença, nos anos 1438 e 1439, com representantes tanto dos católicos romanos quanto dos ortodoxos. Os ortodoxos voltariam atrás em suas diferenças com os católicos romanos em troca de apoio militar contra os otomanos. Mesmo questões delicadas como a cláusula Filioque, a doutrina do purgatório, o uso do pão ázimo na Eucaristia e o reconhecimento da autoridade do papa foram admitidas pelos ortodoxos orientais. Em 1452, com a missa solene e conjunta em Constantinopla, tentou-se selar, por fim, a união. No entanto, esta cerimônia provocou uma reação contrária dos não-unionistas, que eram a maioria. Com tamanha oposição e, mais tarde, com a queda de Constantinopla (1453) em mãos dos otomanos, esta união católica-ortodoxa acabou por não se tornar em realidade.

## Queda de Constantinopla

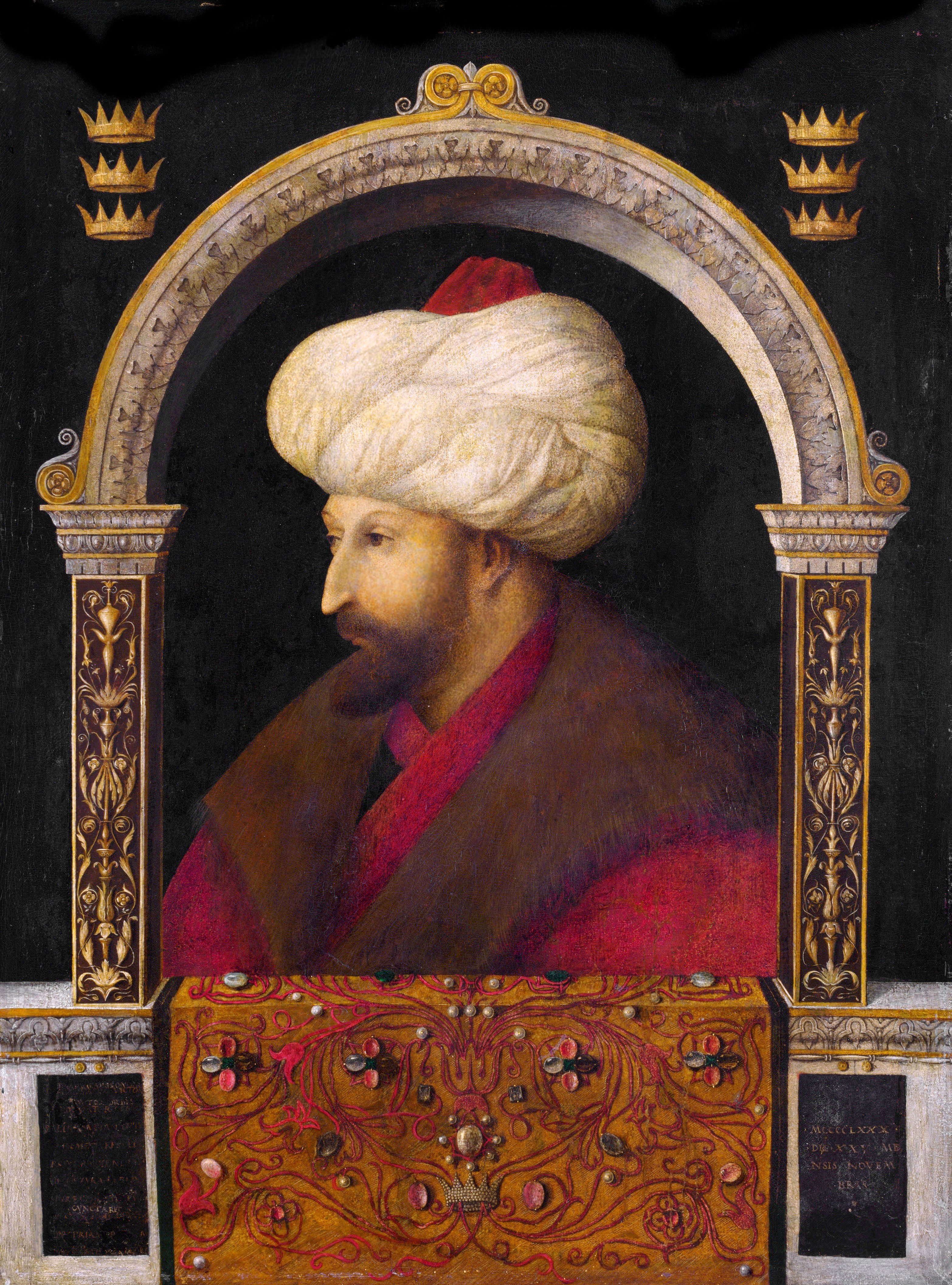
Maomé II Por Gentile Bellini, 1480National Gallery

Em fevereiro de 1451, com a morte de Murade II, assumiu o comando dos otomanos o sultão Maomé II, o Conquistador, seu filho. Seu objetivo claro era a tomada de Constantinopla. Para isto, fez tratados diplomáticos com possíveis aliados de Constantino XI (como a República de Veneza), além de incursões militares contra cidades que pudessem enviar socorro a Constantinopla.
Com a construção da fortaleza Rumelihisarı, ao norte de Constantinopla, em agosto de 1452, Maomé II – munido de artilharia pesada – passou a impedir a navegação da cidade. Abandonada pelo Ocidente, sem contato com seus aliados e sob o peso da poderosa artilharia turca, coube a Constantino XI sozinho organizar a resistência. No entanto, contra os 60 mil combatentes de Maomé II, o imperador conseguiu reunir apenas oito mil soldados (sendo quase a metade deste contingente composta por estrangeiros).
No mês de abril de 1453, começaram os bombardeios e as tentativas de assalto contra a cidade. Eles conseguiram resistir bem contra os fortes ataques, mesmo sem a ajuda do ocidente, eles conseguiram isso graças ao mercenário genovês Giovani Giustiani Longo, repeliram os ataques até mesmo sem perder nenhum soldado, mas no dia 23 de maio a cidade foi conquistada pelos otomanos
| “ | o bombardeio ininterrupto durante várias semanas, extenuava a população. Homens, mulheres, crianças, monges, religiosas, sacerdotes trabalharam dia e noite sob uma chuva de balas para reparar as numerosas brechas dos muros. O assédio durava já cinquenta dias quando o sultão, diante da notícia talvez fantástica da chegada de uma frota cristã de socorro, resolveu precipitar o assalto decisivo. | ” |

## Último discurso
Quando os otomanos foram fazer seu último e desesperado ataque (pelo cerco ter se estendido por mais tempo do que deveria), Constantino XI fez um belo discurso para todos os soldados, especialmente para os romanos, lembrando de seus antepassados, como César e Augusto falando que o sangue deles corriam nas suas veias. Depois disso o ataque começava e o destino do Império Romano estava em jogo

## Morte
Na madrugada de 29 de maio, a lenta agonia cessou. Sob o ataque de três frentes, a cidade de Constantinopla caiu sob o domínio do Império Otomano. Não há nenhuma informação precisa a respeito, porém, a mais aceita é que Constantino XI decidiu ficar na cidade que estava caindo, mesmo sendo aconselhado a fugir, argumentando que iria morrer pelo seu povo e pelo Império Romano, então se atirando aonde a batalha era mais feroz, encontrou o seu destino, morrendo assim bravamente pelo seu povo, e pelo seu império, sendo lembrado como um mártir, não um imperador que abandonou seu Império. Por seu corpo nunca ter sido encontrado surgiu a lenda de que "quando estava rodeado pelos inimigos, um anjo o teria transformado em estátua de mármore e o escondido em uma caverna", donde sairá um dia para expulsar os Turcos de Constantinopla e restaurar o império. A lenda tem carácter escatológico, pois o despertar do imperador coincidiria com a "Consumação dos Tempos". Constantinopla está em poder turco até hoje. Teve seu nome alterado para Istambul.
A grande importância de Constantino XI, portanto, não está em algum grande feito que tenha realizado. Ele entrou para história por ter sido em seu reinado a queda da cidade de Constantinopla, fato que teve profunda repercussão em todo o Ocidente.
Porém a resistência valorosa até a morte do último imperador romano foi escolhida, nos anos seguintes, como símbolo da luta da cristandade contra os turcos, e contra esses foi usado sucessivamente como símbolo dos independentistas gregos no século XIX. Apesar disto, o Império Otomano só terminou muitos séculos depois, após a Primeira Guerra Mundial, e mesmo assim por deterioração própria e não por ação direta de nações europeias.
Uma estátua de Constantino XI está hoje defronte à catedral de Atenas. Foi feito santo e mártir da Igreja Ortodoxa.